# دوویله
دوویله (به ایتالیایی: Dueville) یک کومونه در ایتالیا است که در استان ویچنزا واقع شده‌است.

## خصوصیات
دوویله ۲۰ کیلومترمربع مساحت و ۱۳٬۷۳۵ نفر جمعیت دارد و ۵۷ متر بالاتر از سطح دریا واقع شده‌است.

## خواهرخوانده
شهرهای شرندورف، کالاتایود و Tulle خواهرخوانده‌های دوویله هستند.